# Nepal na zimowych igrzyskach olimpijskich
Reprezentanci Nepalu występują na letnich igrzyskach olimpijskich od 2002 roku. Od tego czasu wystąpili na wszystkich zimowych igrzyskach. Do tej pory Nepal nie zdobył żadnych medali. Najmłodszym zawodnikiem reprezentującym Nepal był Jay Khadka (29 lat), który brał udział w biegach narciarskich podczas igrzysk w Salt Lake City. Najstarszym zawodnikiem był Daćhiri Śerpa (44 lata), który również startował w biegach narciarskich podczas igrzysk w Soczi.

## Klasyfikacje medalowe

### Klasyfikacja według igrzysk
| Rok i Miejsce       |   |   |   | Razem |
| ------------------- | - | - | - | ----- |
| 2002 Salt Lake City | 0 | 0 | 0 | 0     |
| 2006 Turyn          | 0 | 0 | 0 | 0     |
| 2010 Vancouver      | 0 | 0 | 0 | 0     |
| 2014 Soczi          | 0 | 0 | 0 | 0     |
| RAZEM               | 0 | 0 | 0 | 0     |

### Pozycje w klasyfikacjach medalowych
| IO      | Uczestnicy | Miejsce |
| ------- | ---------- | ------- |
| IO 2002 | 77         | –       |
| IO 2006 | 80         | –       |
| IO 2010 | 82         | –       |
| IO 2014 | 88         | –       |

## Statystyki

### Liczba reprezentantów według igrzysk
| IO      | Dyscypliny | Konkurencje | Uczestnicy | Uczestnicy | Uczestnicy |
| IO      | Dyscypliny | Konkurencje | Mężczyźni  | Kobiety    | Razem      |
| ------- | ---------- | ----------- | ---------- | ---------- | ---------- |
| IO 2002 | 1          | 2           | 1          | 0          | 1          |
| IO 2006 | 1          | 1           | 1          | 0          | 1          |
| IO 2010 | 1          | 1           | 1          | 0          | 1          |
| IO 2014 | 1          | 1           | 1          | 0          | 1          |
| RAZEM   | RAZEM      | RAZEM       | 4          | 0          | 4          |

### Liczba reprezentantów według dyscyplin
| Dyscyplina        | Mężczyźni | Kobiety | Razem |
| ----------------- | --------- | ------- | ----- |
| Biegi narciarskie | 2         | 0       | 2     |
| RAZEM             | 2         | 0       | 2     |